# Helmutwinklerite
La helmutwinklerite è un minerale.